# Slovenský zväz bedmintonu
Der Slovenský zväz bedmintonu ist die oberste nationale administrative Organisation in der Sportart Badminton in Slowakei. Der Verband wurde am 1. Januar 1993 gegründet.

## Geschichte
Der Verband wurde mit seinem Entstehen Mitglied in der Badminton World Federation, damals noch als International Badminton Federation bekannt, und des kontinentalen Dachverbands Badminton Europe, 1993 noch unter European Badminton Union firmierend. 1993 fanden sowohl die Slovak International als auch die slowakischen nationalen Meisterschaften erstmals statt.

## Bedeutende Veranstaltungen, Turniere und Ligen
- Slovak International
- Slowakische Meisterschaft
- Mannschaftsmeisterschaft
- Juniorenmeisterschaft

## Bedeutende Persönlichkeiten
- Štefan Vaško